# Perinereis arabica
Perinereis arabica är en ringmaskart som beskrevs av Mohammad 1971. Perinereis arabica ingår i släktet Perinereis och familjen Nereididae. Inga underarter finns listade i Catalogue of Life.